# 曾淑賢
曾淑賢（1958年8月16日—），台灣高雄市人，中華民國文官、圖書館學學者、教師，曾任國家圖書館館長、臺北市立圖書館館長、中華民國圖書館學會理事長，並曾任教於國立臺灣師範大學、國立政治大學、輔仁大學擔任專、兼任教授，也曾受孫運璿學術基金會頒授為對國家建設有重大貢獻之傑出公務人員。

## 經歷
先後於輔仁大學圖書館學系畢業，於國立臺灣大學圖書館學研究所取得碩士學位後，於美國北卡羅來納大學教堂山分校圖書館暨資訊科學研究所進修，而後繼續取得國立臺灣大學圖書資訊學研究所博士學位。
1980年於中山科學研究院圖書館擔任資訊服務組館員，1984起先後擔任臺北市立圖書館館員、主任等職。1987年11月轉任國民大會祕書資料組科長，1996年調升為國民大會資料處理組編纂（簡任十職等）。1998年5月返回臺北市立圖書館擔任館長，至2009年7月卸任。2010年12月31日出任國家圖書館館長至2024年1月16日退休。

## 外部連結
- 國家圖書館
- 圖書資訊學
- 國家圖書館-館長介紹 （页面存档备份，存于）

| 前任： 呂姿玲（代理） | 臺北市立圖書館館長 1998年－2009年 | 繼任： 袁美敏（代理） |
| 前任： 顧敏           | 國家圖書館館長 2010年－2024年     | 繼任： 翁誌聰（代理） |